# إدغار ر. شامبلن
إدغار ر. شامبلن هو سياسي أمريكي، ولد في 9 نوفمبر 1858، وتوفي في 8 نوفمبر 1932 في بوسطن في الولايات المتحدة. نشط حزبياً في الحزب الجمهوري.